# Brownie (sütemény)
A brownie /ˈbraʊni/, vagy más szóval chocolate brownie /ˈʧɒklət ˈbraʊni/ vagy Boston brownie egy csokoládés, szeletelt sütemény. Nevét barna színéről kapta, tetejét néha cukormázzal vonják be. Az első írott forrás, ahol a brownie süteményt említik, 1897-ből származik a Sears and Roebuck(en) katalógusból.
A legenda szerint úgy találták fel, hogy egy szórakozott szakács elfelejtett sütőport tenni a csokoládétortába. Számos brownierecept létezik, és sok fajtája nagyon egyszerűen elkészíthető. Recepteskönyvekben gyakran ajánlják kezdő süteményként, mert nem igényel bonyolult műveleteket az elkészítése.
A brownie-t általában desszertként tálalják, néha forró tejjel vagy fagylalttal, ritkábban tejszínhabbal. A fagylaltos brownie-ra használják még a brownie à la mode megnevezést is az Amerikai Egyesült Államokban. Európában a házi browniekészítés nem jellemző, de például a Starbucks és a McDonald’s forgalmaz kész brownie-t az európai kontinensen. Hollandiában kendervirágzatot tartalmazó brownie is kapható kereskedelmi forgalomban space brownie néven.